# Божидар Путниковић
Божидар Путниковић (17. фебруар 1886 – 1941) био је српски официр.

## Биографија
Рођен је у породици свештеника Живка Путниковића. Био је инжињерски бригадни генерал. Био је заменик команданта Моравске дивизије, а 20. јуна 1941, распоређен у Инспекторат инжињерије треће армијске групе. Носио је важна документа за Дражу Михаиловића, али је ухваћен од стране групе комуниста на Руднику 11. октобра 1941. Зверски је убијен, а његов леш је остављен на друму. Дуго времена су прикривани подаци о његовом убиству, и навођено само да је приликом злочина код Пожеге када су коминистички бандити обесили 40 сељака, тада је у Крагујевцу одведен на преки суд партизан Радојица Тешић, који је убио генерала Путниковића.